# コクラン・マンテル・ヘンツェルの統計量
統計学において、コクラン・マンテル・ヘンツェル統計量（コクラン・マンテル・ヘンツェルとうけいりょう）とは層別化された名義変数の分析において用いられる一群の検定推定量のことを指す
。
ウィリアム・ゲメル・コクラン、ナタン・マンテル、ウィリアム・ヘンツェルの3人から名付けられた
。
これらの検定推定量の一つがコクラン-マンテル -ヘンツェル検定 (Cochran–Mantel–Haenszel (CMH) test)であり、二分/名義形式の反応における2つの集団の比較に用いることができる。説明変数の目的変数に対する効果が、コントロールすることのできる共分散に影響される場合に用いられる。これは異なる処置法をその対象に割り付ける際の無作為の割り付けが実施できない、しかし影響する共変数はできる、という場合における観察研究においてしばしば用いられる。 CMH検定において、データは関連する2 × 2分割表に割り付けられる。帰無仮説は観察された反応は2 × 2分割表に用いられたいずれの処置からも独立しているというものである。 
CMH検定を2 × 2分割表において使用すると、検定が関連を検出する能力が高まる（検定力が増す）

## 定義
症例の状態（例：肺がん）のような二値変数のアウトカムと、治療の状態（例：喫煙）のような二値変数の説明変数を考える。
観察は層別にグループ化され、層毎に 2 × 2 分割表に要約される。
i 番目の分割表は次の通りである。
|        | 治療あり | 治療なし | 計  |
| 疾患群 | Ai       | Bi       | N1i |
| 対照群 | Ci       | Di       | N2i |
| 計     | M1i      | M2i      | Ti  |

K 個の分割表の共通オッズ比は {\displaystyle R={{\sum _{i=1}^{K}{{A_{i}D_{i}} \over T_{i}}} \over {\sum _{i=1}^{K}{{B_{i}C_{i}} \over T_{i}}}}}
帰無仮説は、治療とアウトカムに関連性がないというものであり {\displaystyle H_{0}:R=1}、対立仮説は {\displaystyle H_{1}:R\neq 1} と表される。
検定統計量は {\displaystyle \xi _{CMH}={[{\sum _{i=1}^{K}(A_{i}-{N_{1i}M_{1i} \over T_{i}})]^{2}} \over {\sum _{i=1}^{K}{N_{1i}N_{2i}M_{1i}M_{2i} \over T_{i}^{2}(T_{i}-1)}}}}
これは、帰無仮説の下で自由度 1 のカイ二乗分布に漸近的に従う。